# Personopsis grasi
Personopsis grasi is een slakkensoort uit de familie van de Personidae. De wetenschappelijke naam van de soort is voor het eerst geldig gepubliceerd in 1872 door Bellardi in d'Ancona.